# William Burton (guvernör)
William Burton, född 16 oktober 1789 i Sussex County i Delaware, död 5 augusti 1866 i Milford i Delaware, var en amerikansk politiker (demokrat). Han var Delawares guvernör 1859–1863.
Burton etablerade sig som läkare i Milford efter att ha studerat vid University of Pennsylvania. Han var osäker på vilken sida han skulle välja när inbördeskriget bröt ut 1861 och föreslog att ett konvent avgör saken för Delawares del. Annars sympatiserade Burton med slaveriet och sydstaterna men han tyckte inte att det var klokt att utträda ur unionen. Efter att ha lämnat guvernörsämbetet var Burton ännu verksam som läkare.